# Карабурун (півострів)
Карабурун (алб. Gadishulli i Karaburunit) — найбільший півострів Албанії, національний парк та військова зона, постійного населення немає.

## Опис

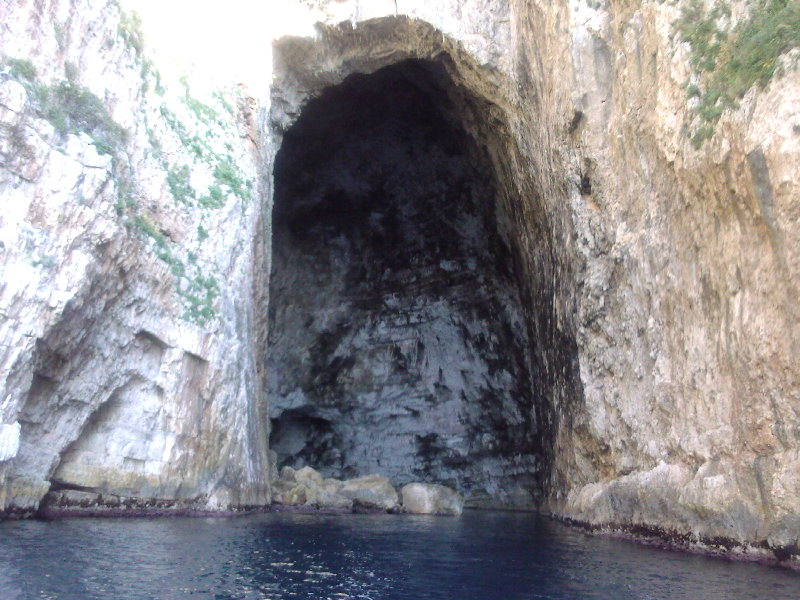
Печера Хаджи Алі в неприступному скелястому березі півострова

Найбільший півострів Албанії, розташований у південно-західній частині країни. Довжина — 16 кілометрів, ширина — 3—4,5 км, площа — 62 км². Адміністративно належить до округу Вльора, омивається водами Адріатичного та Іонічного морів (протока Отранто), які в цьому місці є частиною національного морського парку Карабурун-Сазан. У п'яти кілометрах на північ від півострова знаходиться найбільший острів держави — Сазані, крайня західна точка Албанії, а сам півострів Карабурун є крайньою західною точкою континентальної Албанії.
Найвища точка півострова — гора Корета (826 м), на якій на початку 2000-х років розмістили телекомунікаційну антену.
Відомо, що півострів відвідували такі видатні історичні фігури, як-от Марк Антоній та Мануїл II Палеолог дорогою у Венецію. У ясну погоду з вершин Карабуруна неозброєним оком видно італійський півострів Салентина та місто Отранто.
Джерел питної води на півострові нема. З фауни можна виділити логгерхедів, які відкладають яйця на місцевих пустих берегах, та тюленів-монахів — обидві ці тварини перебувають під загрозою зникнення. Флора бідна, з дерев переважають дуби та сосни.
З 2008 року реалізується (спільно з Італією) проєкт побудови на півострові комплексу вітрових електростанцій, одного з найбільших в Європі, що викликало протести албанської опозиції.